# Silivri
Silivri (in greco Σηλυβρία?, anticamente Selimbria) è un comune della provincia di Istanbul, amministrativamente soggetto al comune metropolitano di Istanbul. Si affaccia al mar di Marmara ed ospita molte seconde case per vacanze.

## Storia

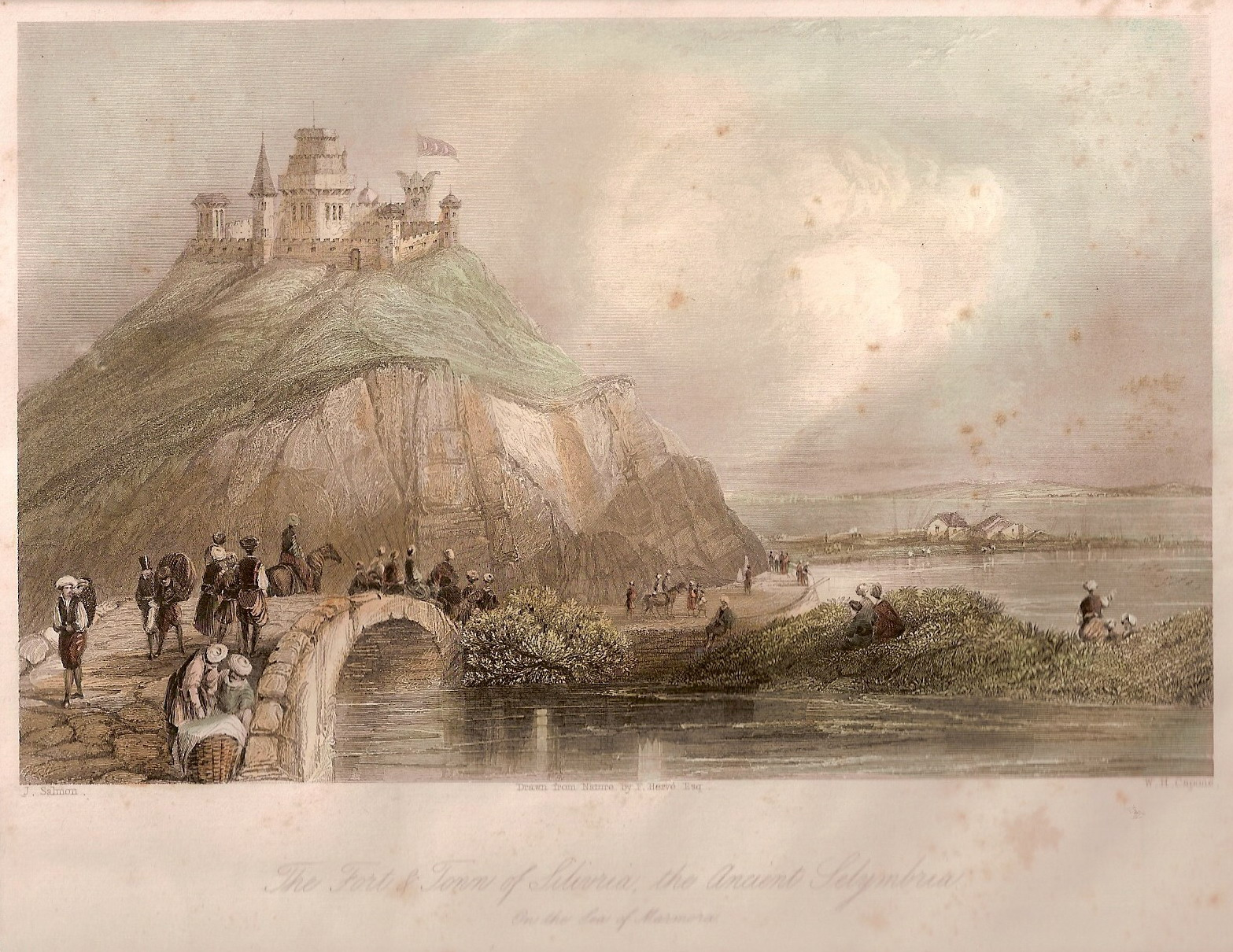
Il forte e la città di Selimbria, da un dipinto di Francis Hervé del 1832.

Silivri conservò un ruolo d'importanza in ogni epoca della storia grazie al suo porto naturale e la sua posizione sulle principali vie commerciali. Era una colonia di Megara, l'acropoli fu fondata su una ripida collina di 56 metri ad est della baia, ma degli scavi hanno dimostrano che si trattava già di un insediamento tracio, prima che divenisse una colonia greca. Secondo Strabone il nome della città è una combinazione del nome del fondatore mitologico della città Selus, e del nome tracico della polis, "Bria" (Strabone è l'unica fonte sul nome tracico della città), che però non significa polis ma un altro termine a noi sconosciuto.
Nel 351 a.C. fu alleata di Atene contro Filippo II di Macedonia (359 a.C.-336 a.C.). Fino alla seconda metà del II secolo a.C., la polis preservò la propria autonomia, ma le polis vicine, Bisanzio e Perinthos divennero più potenti e nei secoli successivi Selimbria era sotto il loro controllo. L'insediamento si ridusse ad essere un villaggio sotto il governo dell'impero romano.
Con la divisione definitiva dell'impero nel 395, fece parte dell'Impero romano d'Oriente, che aveva come capitale la vicina Costantinopoli. Nei primi anni del V secolo la città fu rinominata Eudosiopolis, durante il regno dell'imperatore Arcadio (395-408), in onore della moglie Elia Eudossia, ma questo nome non rimase a lungo. Nell'805 sotto il regno di Niceforo I (802-811) il khan bulgaro Krum (796 o 803-814) saccheggiò Selimbria. A fine giugno dell'813, sotto il regno di Leone V l'Armeno (813-820), Selimbria fu rasa al suolo da Krum, che aveva sconfitto pesantemente i Bizantini nella battaglia di Versinicia (22 giugno 813), portando i Bulgari ad assediare Costantinopoli. La città fu poi ricostruita; a metà del IX secolo l'imperatore Michele III l'Ubriaco (842-867) fece costruire una fortezza sulla cima della collina, i cui ruderi sono ancora oggi visibili, la fortezza doveva servire a difendere la popolazione dagli attacchi dei Saraceni e dei Russi. Con la quarta crociata del 1204, Costantinopoli fu conquistata dai Crociati, nello stesso anno cadde anche Selimbria, che fu poi riconquistata dai Bizantini nel gennaio 1260 guidati dall'imperatore Michele VIII Paleologo (1259-1261), che stava andando ad assediare Costantinopoli.
Nel 1346 i Turchi ottomani si allearono a Giovanni VI Cantacuzeno (1347-1354), aiutandolo a diventare coimperatore, assieme all'imperatore Giovanni V Paleologo (1341-1391). Lo stesso anno, il sultano Orhan I (1326-1359) sposò Teodora, figlia di Giovanni VI, a Selimbria, per suggellare l'alleanza.
Nel 1399 Selimbria cadde nelle mani degli Ottomani: ciò segnò il loro completo accerchiamento di Costantinopoli. Il 28 luglio 1402 il sultano Bajazet I (1389-1402) fu pesantemente sconfitto nella battaglia di Ancyra e venne catturato: ciò portò all'interregno ottomano (1402-1413), periodo in cui i figli di Bajazet lottarono tra loro per la guida dell'impero ottomano. I Bizantini approfittarono della situazione: nel maggio del 1403 tra il sultano d'Europa Solimano Çelebi e il coimperatore Giovanni VII Paleologo (1391; 1402-1403) fu firmato il trattato di Gallipoli che ridava all'impero bizantino molti territori tra cui Selimbria.
Nei successivi 50 anni la città fu attaccata dagli Ottomani, ma senza che riuscissero a conquistarla. Nel 1442 Demetrio Paleologo divenne despota di Selimbria: voleva approfittare della sua posizione vicino a Costantinopoli per impadronirsi del trono dei basileis nel caso si fosse creata l'occasione.
Nel 1449, con l'incoronazione del fratello Costantino XI Paleologo (1449-1453), Demetrio fu nominato despota della Morea, visto che Costantino non voleva rischiare che potesse essere una minaccia per il suo potere. Costantino XI chiese aiuto ai sovrani europei contro gli Ottomani; il re d'Ungheria Ladislao il Postumo (1448-1457) propose il suo aiuto militare in cambio della città di Selimbria: Costantino non accettò. Nell'aprile 1453, durante l'ultimo assedio di Costantinopoli, gli Ottomani tentarono di sottomettere immediatamente Selimbria e Epibatos, che però resistettero con coraggio, e si arresero solo dopo che la capitale era caduta il 29 maggio.
Sotto l'impero ottomano Selimbria si estese fuori dalle mura, i non musulmani residenti: Bizantini, Armeni ed Ebrei vivevano entro le mura della città, mentre i Turchi costruirono le loro case al di fuori vicino alla costa. I non-musulmani erano impegnati principalmente nella viticoltura, la vinificazione e la seta, i turchi invece erano pescatori e produttori di yogurt. La città era un luogo di villeggiatura durante il periodo ottomano, come era stato in epoca bizantina. Nel 1562 Solimano il Magnifico (1520-1566) fece costruire al grande architetto Mimar Sinan, un ponte di pietra con 33 archi a ovest di Selimbria, è ancora oggi in uso, tuttavia un arco non è più visibile.
Prima della prima guerra balcanica (1912-1913), alcuni ebrei selimbriani immigrarono a Cuba nella città di Camagüey. I bulgari occuparono Selimbria il 16 novembre 1912, fino al 30 maggio 1913. Con la prima guerra mondiale (1914-1918) molti ebrei selimbriani emigrarono negli Stati Uniti, principalmente a New York e Seattle, altri andarono in Palestina, Francia e Sud America. Con il trattato di Sèvres, Selimbria entrò a far parte della Grecia il 20 luglio 1920. Il 22 ottobre 1922 secondo l'armistizio di Mudanya, Selimbria tornò alla Turchia, le truppe turche entrarono a Selimbria il 1º novembre.
Nel 2008 fu costruita la più grande prigione d'Europa e della Turchia a 9 km a ovest di Silivri.